# Тансянь
Танся́нь (кит. упр. 唐县, пиньинь Táng xiàn) — уезд городского округа Баодин провинции Хэбэй (КНР).

## История
В древности здесь существовало владение под названием Тан. При империи Западная Хань в 202 году до н.э. был образован уезд Тан. Во временя узурпатора Ван Мана в 9 году уезд был переименован в Хэцинь (和亲县), но после его свержения и установления империи Восточная Хань в 25 году уезду было возвращено прежнее название. При империи Северная Ци уезд был присоединён к уезду Аньси (安喜县), но при империи Суй в 596 году восстановлен. При империи Поздняя Лян в 909 году уезд был переименован в Чжуншань (中山县), но при империи Поздняя Тан уезду было возвращено прежнее название. При империи Поздняя Цзинь в 942 году уезд был переименован в Болин (博陵县), но при империи Поздняя Хань уезду было возвращено прежнее название.
В августе 1949 года был образован Баодинский специальный район (保定专区), и уезд вошёл в его состав. В 1958 году уезд был объединён с уездом Ванду, но в 1962 году уезды были разделены вновь.
В 1968 году Баодинский специальный район был переименован в Округ Баодин (保定地区). Постановлением Госсовета КНР от 23 декабря 1994 года округ Баодин и город Баодин были расформированы, а на их территории был образован Городской округ Баодин.

## Административное деление
Уезд Тан делится на 8 посёлков и 12 волостей.